# Paramecosoma melanocephalum
Paramecosoma melanocephalum är en skalbaggsart som först beskrevs av Herbst 1793.  Paramecosoma melanocephalum ingår i släktet Paramecosoma, och familjen fuktbaggar. Arten är reproducerande i Sverige.

## Bildgalleri

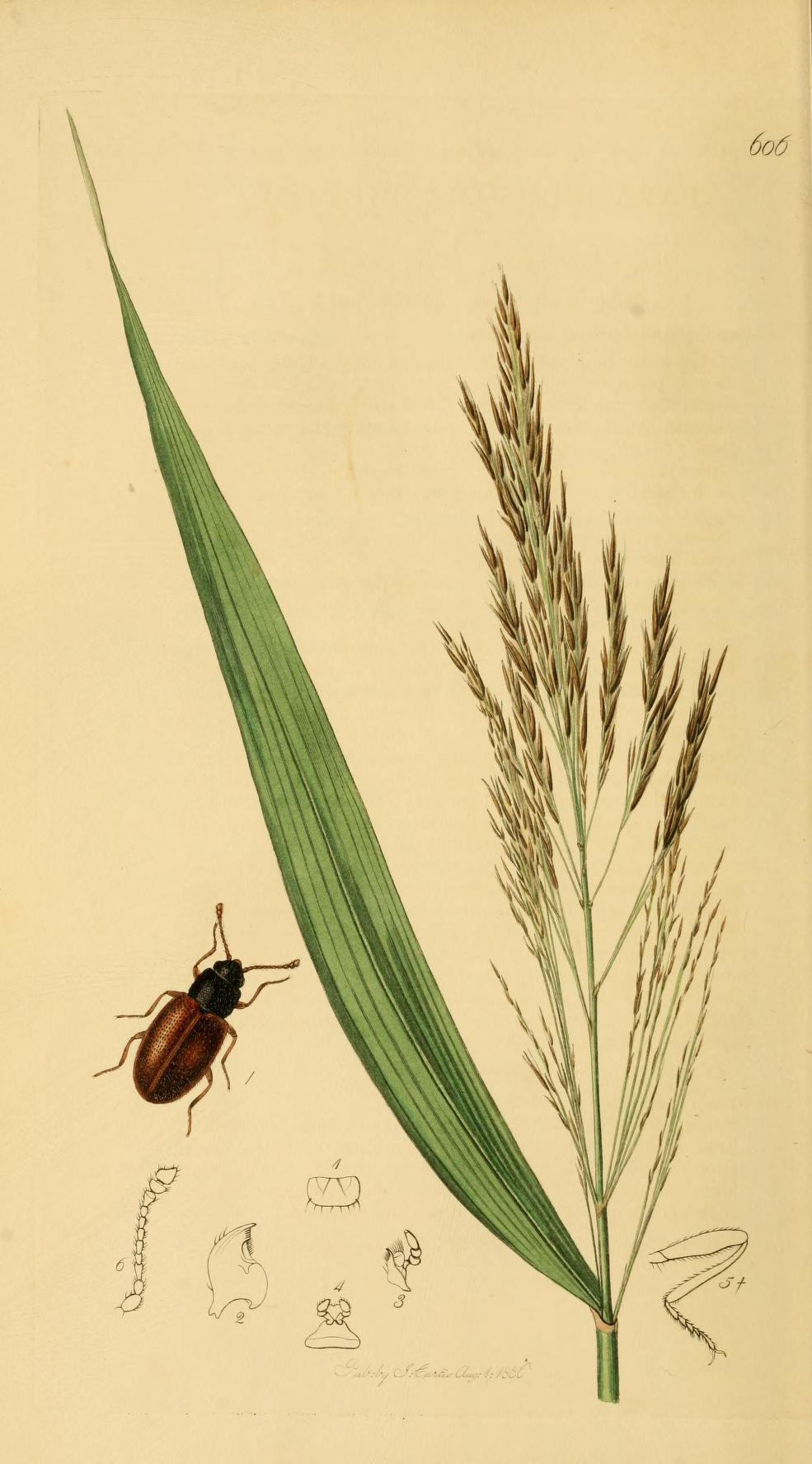